# Tmarus foliatus
Tmarus foliatus là một loài nhện trong họ Thomisidae.
Loài này thuộc chi Tmarus. Tmarus foliatus được Roger de Lessert miêu tả năm 1928.